# Luigi Busà
Luigi Busà (* 9. Oktober 1987 in Avola, Sizilien) ist ein italienischer Kumite-Karateka. Bei den Olympischen Spielen 2020 in Tokio, wo Karate erstmals olympisch war, gewann er in der Gewichtsklasse bis 75 kg die Goldmedaille. Außerdem wurde er je zweimal Weltmeister und Europameister und gewann weitere Medaillen bei Europa- und Mittelmeerspielen.

## Biografie

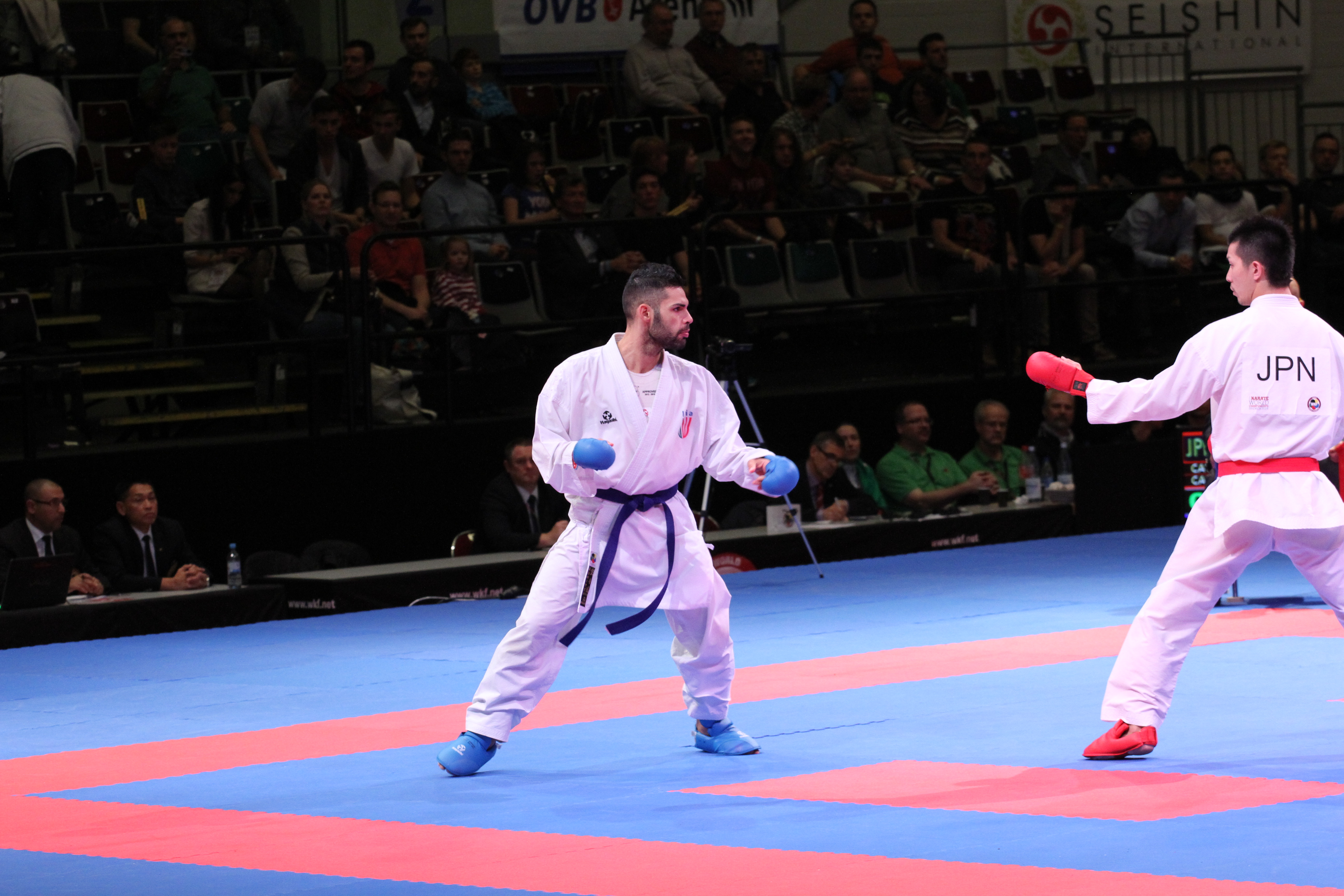
Luigi Busà (links) im Finale der Weltmeisterschaft 2014 in Bremen

Luigi Busà begann im Alter von vier Jahren mit dem Karate. Sein Vater Nello ist Sensei und trainierte unter anderem die italienische Jugendnationalmannschaft. Der Carabiniero Busà ist mit der Karateka Laura Pasqua verheiratet, die bei der Weltmeisterschaft 2014 in Bremen die Bronzemedaille in der Kumite-Gewichtsklasse bis 61 kg gewann.
Busà feierte kurz nach seinem 19. Geburtstag seinen ersten großen Erfolg, als er sich in Tampere in der Klasse bis 80 kg erstmals zum Weltmeister kürte. 2009 gewann er im Rahmen der Mittelmeerspiele in Pescara die Silbermedaille in der Gewichtsklasse bis 75 kg. Zwischen 2010 und 2018 gewann Busà bei fünf aufeinanderfolgenden Weltmeisterschaften immer eine Medaille. Den Höhepunkt bildete 2012 der Gewinn seines zweiten Weltmeistertitels in der neuen Gewichtsklasse in Paris. Zusätzlich sicherte er sich 2013 mit Bronze in Mersin eine weitere Medaille bei Mittelmeerspielen sowie 2015 in Baku Silber bei den Europaspielen. 2017 in Samsun und 2019 in Guadalajara war er jeweils bei Europameisterschaften siegreich, 2018 holte er in Novi Sad die Bronzemedaille.
Bei den COVID-19-bedingt um ein Jahr nach hinten verlegten Olympischen Spielen von Tokio gewann Luigi Busà 2021 Gold. Im Finalkampf im Nippon Budōkan setzte er sich mit 1:0 gegen seinen langjährigen Rivalen Rəfael Ağayev aus Aserbaidschan durch, gegen den er unter anderem das Finale der Europaspiele 2015 verloren hatte.

## Erfolge
Alle Wettkämpfe in der Gewichtsklasse bis 75 kg.
2021
- 1. Platz Olympische Sommerspiele 2020 in Tokio
- 1. Platz Karate1 Premier League in Istanbul
- 1. Platz Karate1 Premier League in Lissabon

2020
- 2. Platz Karate1 Premier League in Dubai
- 3. Platz Karate1 Premier League in Paris

2019
- 1. Platz Europameisterschaft in Guadalajara
- 2. Platz Karate1 Premier League in Dubai
- 3. Platz Karate1 Premier League in Madrid
- 3. Platz Karate1 Premier League in Moskau

2018
- 1. Platz Karate1 Premier League in Tokio
- 2. Platz Weltmeisterschaft in Madrid
- 3. Platz Europameisterschaft in Novi Sad

2017
- 1. Platz Europameisterschaft in Samsun
- 1. Platz Karate1 Premier League in Halle
- 2. Platz Karate1 Premier League in Dubai

2016
- 3. Platz Weltmeisterschaft in Linz

2015
- 2. Platz Europaspiele in Baku

2014
- 2. Platz Weltmeisterschaft in Bremen

2013
- 3. Platz Mittelmeerspiele in Mersin

2012
- 1. Platz Weltmeisterschaft in Paris

2010
- 2. Platz Weltmeisterschaft in Belgrad

2009
- 2. Platz Mittelmeerspiele in Pescara

2006
- 1. Platz Weltmeisterschaft in Tampere (bis 80 kg)